# Galgóczy Ignác
Galgóczy Ignác (Székesfehérvár, 1806. február 23. – ?) piarista áldozópap és tanár.

## Élete
1824. október 5-én lépett a rendbe és 1832. augusztus 21-én misés pappá szentelték föl. Tanított 1827-28-ban Nyitrán; 1829-30-ban Vácon filozófiát, 1831-32-ben Nyitrán és Szentgyörgyön teológiát tanult. Gimnáziumi tanár volt 1833-35-ben Léván, 1836-38-ban Kecskeméten, 1839-42-ben Temesvárt, 1843-ban Debrecenben, 1844-1845-ben Kolozsvárt, 1846-ban Kecskeméten, 1847-49-ben Szegeden, 1850-ben Kalocsán, 1851-52-ben Veszprémben, 1853-54-ben Nagykanizsán, 1855-60-ban Kecskeméten, 1861-67-ben Veszprémben,(magyar nyelv és irodalom tanára), 1868-69-ben Nagybecskereken. 1870. szeptember 5-én elhagyta a szerzetet. 1877-ben Szigetmonostoron élt.

## Munkái
- Főtiszt. és tudós Grosser Ker. János úrnak a kegyestanítórendi szerzet főigazgatójának... törvényes vizsgálat alkalmával hódol a temesvári ház. 1841
- Pásztori-dal, mellyel méltgs. és ft. Ranolder János ur, veszprémi megyés püspök... a bérmálás szentség feladása alkalmakor a kegyes rendi tanuló ifjuság által megtiszteltetett tavaszutó 15. 1853. Nagy-Kanizsán. Nagy-Kanizsa
- Búcsudal Sterne Ferdinand úr tatai apát, soproni tanulmányi kerület cs. kir. felügyelő tiszteletére a kegyes tanító rendi tanuló ifjuság által Nagy-Kanizsán nyárelő 3. 1853. Nagy-Kanizsa